# Zwitscherschrecke

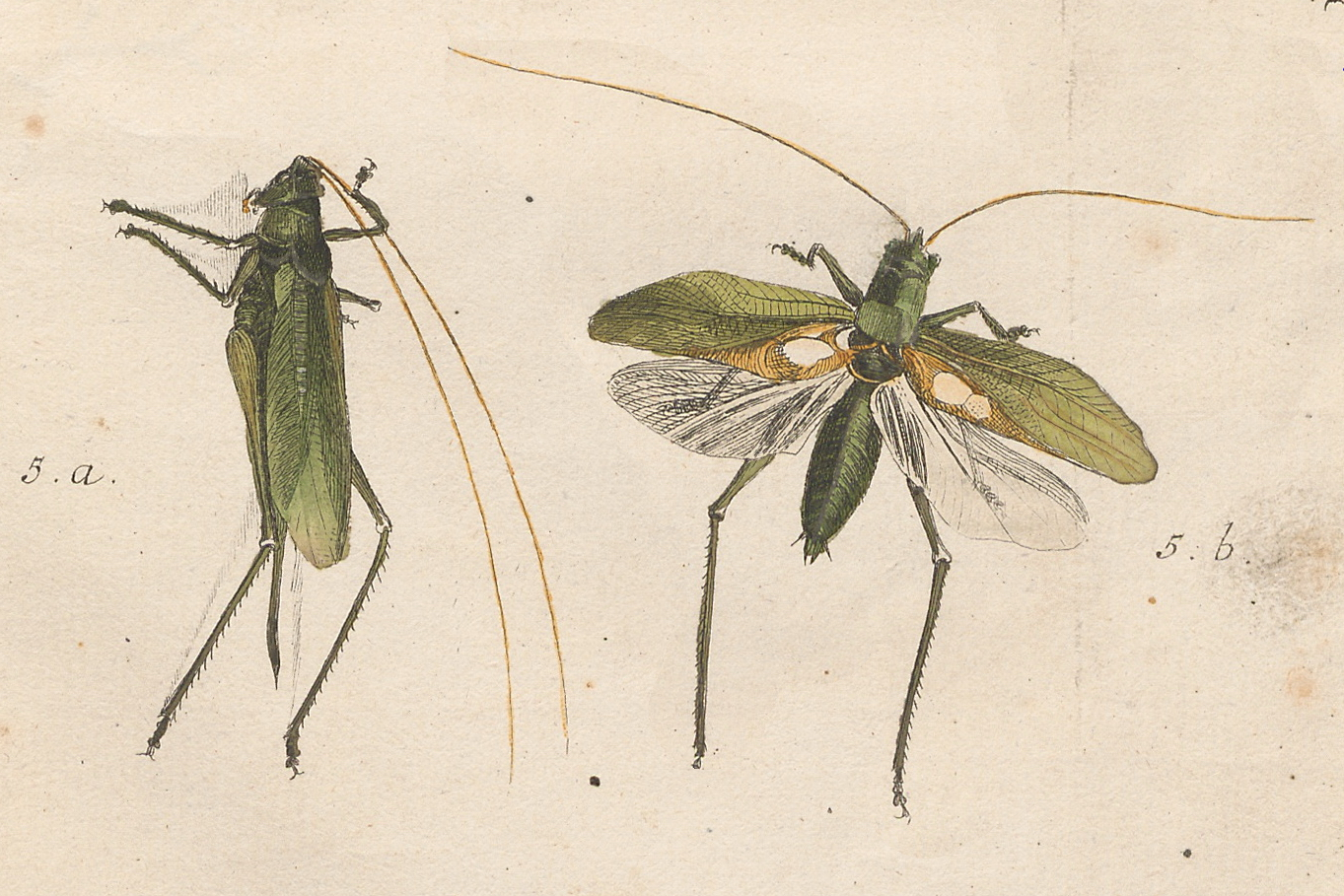
Abbildung zu Johann Kaspar Füsslis Erstbeschreibung, 1775 (handkolorierte Radierung von Johann Rudolf Schellenberg)

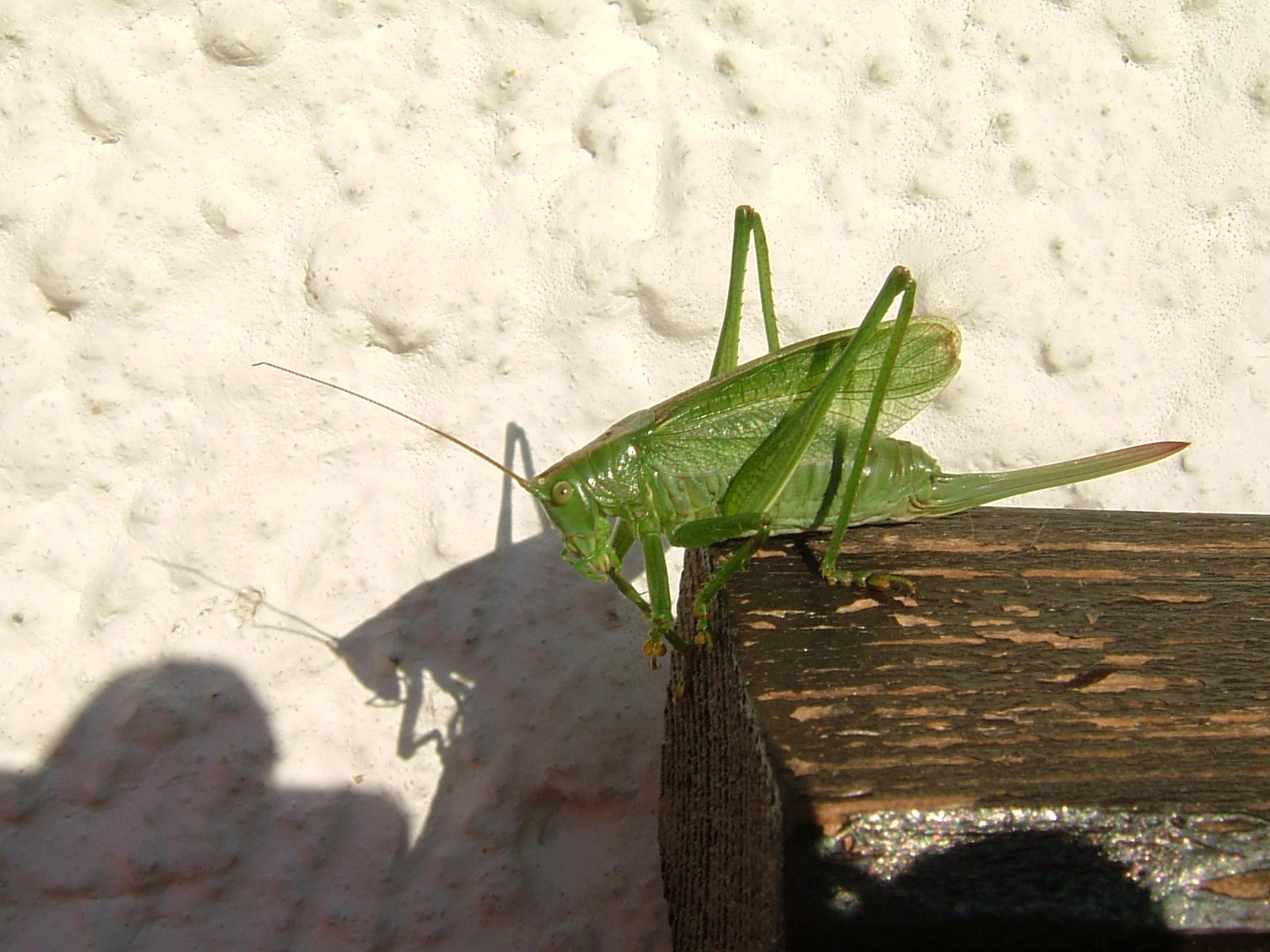
Weibchen

Die Zwitscherschrecke oder das Zwitscherheupferd (Tettigonia cantans) ist nach dem Grünen Heupferd eine der größten in Mitteleuropa vorkommenden Heuschrecken. Die männlichen Tiere erreichen eine Körperlänge von bis zu 30 mm, weibliche Tiere werden bis zu 35 mm lang. Die Art ist vorwiegend grün gefärbt und besitzt am Rücken eine längliche braune Zeichnung. Der Legebohrer des Weibchens ragt deutlich über die Spitze der Flügel hinaus. Adulte Tiere von Tettigonia cantans treten ab Mitte Juli bis Oktober auf.

## Lebensraum
Die Zwitscherschrecke ist feuchtigkeitsliebend, kommt aber auch auf Trockenrasen vor. Sie ist vom Lebensraum her recht anspruchslos und lebt wie die Schwesterart auf Kulturflächen wie Gärten und Getreidefeldern, in Hochstaudenfluren (vorzugsweise mit Gebüschen) sowie an sonnigen Wegrändern. Sie singt gern in 2–5 m Höhe.

## Verbreitung
In der norddeutschen Tiefebene kommt die Zwitscherschrecke recht verbreitet bis an die Küsten von Nord- und Ostsee vor, von den Mittelgebirgen an südlich ist sie dagegen deutlich montan und kommt fast nirgends unter 300 Höhenmetern vor, in den Alpen ist sie meist erst ab 500–600 Höhenmetern anzutreffen. 

## Verhalten
Die Zwitscherschrecke kann im Gegensatz zur Schwesterart kaum fliegen. Sie singt ab Mittags bis in die Nacht hinein. Der laute Gesang (Hörbarkeit über 50 m) besteht aus Strophen, die einige (zwei bis viele) Sekunden anhalten und in der Tonhöhe leicht ansteigen. Die einzelnen Silben folgen schneller aufeinander als bei der Schwesterart, so dass sich ein eher reibend-schwirrendes Geräusch ergibt. Meist werden einige Strophen mit Pausen von mehreren Sekunden abgesungen. Gegen Abend kann der Gesang zu einem anhaltenden Dauerton wechseln. Im Flachland der Elbmarsch (1–2 m über Normalnull) kommen beispielsweise beide Arten im gleichen Lebensraum vor, Tettigonia viridissima jedoch deutlich häufiger (schätzungsweise 5- bis 10-fach). Die Zwitscherschrecke ernährt sich überwiegend von Insekten, aber auch von pflanzlicher Nahrung. Sie ist sehr aggressiv und frisst auch andere Heuschrecken, sogar das deutlich größere Grüne Heupferd. Das Weibchen legt die Eier in feuchten Boden, egal ob offen oder bewachsen.

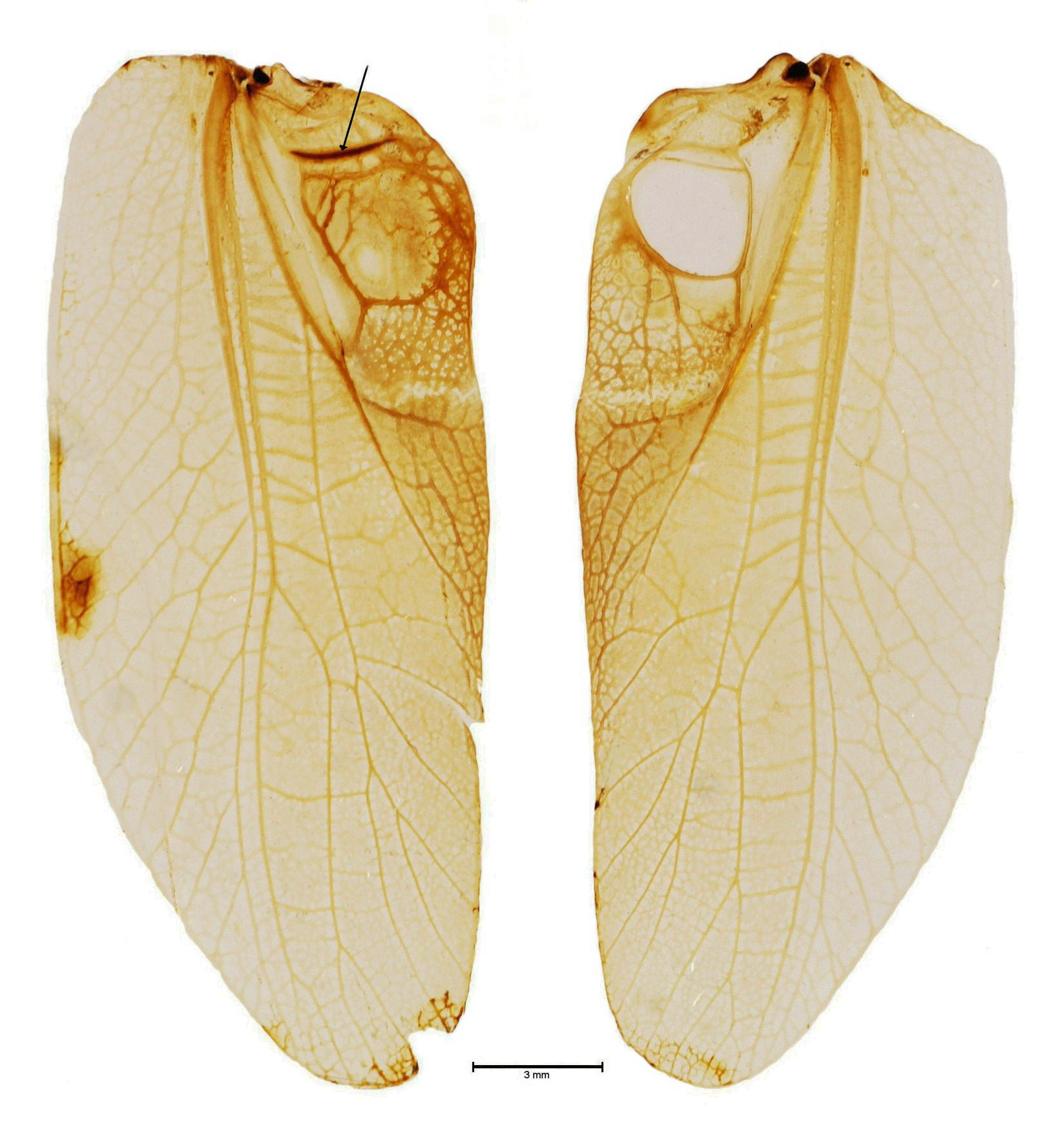
Linker und rechter Vorderflügel eines adulten Männchens. Die Flügelfläche wird hauptsächlich vom Lateralfeld gebildet, während das Dorsalfeld ein Dreieck mit dem Stridulationsorgan darstellt. Der Pfeil zeigt auf die aktive Schrillleiste. Die Farbe änderte sich durch die Präparation.